# The Nation of Gods and Earths
Die Nation of Gods and Earths, auch bekannt als Five Percent Nation, ist eine afroamerikanische gesellschaftlich-religiöse Bewegung. Diese wurde 1964 von Clarence 13X in Harlem gegründet. Die Five Percent Nation zog den Ärger von religiösen und politischen Führern auf sich, die sie als radikalen Ableger der (vom orthodoxen Islam bereits als ketzerisch angesehenen) Nation of Islam betrachteten.

## Geschichte
Die Gruppierung wurde von Clarence 13X gegründet, der von den Five Percenters auch "Allah", "The Father" oder "Father Allah" genannt wurde. Er wurde so genannt, weil die Lehren der Five Percent Nation auf ihn zurückgehen.
Vor allem im Hip-Hop sind Ideen der Five Percenter weit verbreitet (siehe auch Weblinks am Ende dieses Artikels). Künstler wie Rakim, der Wu-Tang-Clan, Brand Nubian, Gang Starr, Nas, AZ und viele andere verbreiteten die Ansichten der Five Percenter, teilweise verschlüsselt in Form der Supreme Mathematics und des Supreme Alphabet.
Five Percenter lehren, dass das folk of colour im Einzelnen, aber auch die gesamte Weltbevölkerung insgesamt, in drei Gruppen unterteilt werden kann:
- 85 %, die "ärmliche Masse", geistig taub, stumm und blind der Wahrheit, sich selbst und der Welt, in der sie leben, gegenüber.
- 10 %, die viel von der Wahrheit verstehen, diese aber zu ihrem Vorteil nutzen und die 85 % unter ihrer Kontrolle halten (durch Religion, Politik, Unterhaltung, Wirtschaft und andere Methoden).
- 5 %, welche die erleuchteten göttlichen Wesen sind und das Wissen über die Wahrheit wiedererlangt haben und die 85 % über Bildung befreien wollen.

## Lehre
Die Anhänger der Nation of Gods and Earths (fortan NGE genannt) glauben nicht an einen ungesehenen, ungehörten "Mysteriengott", sondern stattdessen ähnlich dem Pantheismus an einen Gott oder göttlichen Geist in jeder schwarzen Person. Five Percenter bezeichnen sich selbst manchmal als Forscher, da sie Wissen und Beweise anstreben, anstelle von Überzeugungen und Theorien.
Die Lehren der Five Percent Nation werden in Form von mündlichen Überlieferungen weitergegeben. Der Fortschritt eines Five Percenters wird am Grad seiner Verinnerlichung, Wiedergabe, seines Verständnisses und der praktischen Anwendung der "Supreme Mathematics" und "Supreme Alphabets" – 120 Aufgaben (wiederum eine Revision der "Supreme Wisdom" Wallace Fard Muhammad und Elijah Muhammad) niedergeschrieben von Clarence 13X – gemessen.
Die grundlegenden Lehren der NGE sind folgende:
- Schwarze Menschen sind das ursprüngliche Volk der Erde.
- Schwarze Menschen sind Väter und Mütter der Zivilisation.
- Die Lehre der Supreme Mathematics ist der Schlüssel zum Verständnis des Verhältnisses der Menschheit gegenüber dem Universum.
- Der Islam ist ein natürlicher Lebensweg und keine Religion.
- Bildung sollte darauf ausgerichtet sein, Schwarze zu einem unabhängigen Volk zu machen.
- Jedes Individuum sollte andere nach seinem Wissen unterrichten.
- Jeder Mensch ist Gott und sein entsprechender Name Allah. Das Wort Allah stehe für  Arm, Leg, Leg, Arm, Head; also deutsch für Arm, Bein, Bein, Arm, Kopf, was folglich also den Menschen beschreibt.
- Kinder sind die Verbindung zur Zukunft und müssen genährt, respektiert, geliebt, beschützt und unterrichtet werden.
- Die vereinigte schwarze Familie ist der grundlegende Baustein der Nation.

## Universelle Flagge
Die Universal Flag ist das offizielle Erkennungszeichen der Gruppe. Sie besteht aus einer Sonne, einem Mond, einem Stern und der Ziffer 7. Nach ihrer Glaubenslehre repräsentiert sie die afroamerikanische Familie:
- 7 – Die heilige Ziffer vieler alter und moderner Überlieferungen. Sie symbolisiert Allah (als schwarzen Menschen). In der Supreme Mathematics steht die Ziffer stellvertretend für Gott, genau so der siebte Buchstabe "G" im Supreme Alphabet.
- Sonne – Ein weiteres Symbol des männlichen, der Wahrheit und des Lichts. Die Punkte um die Sonne sind ein Symbol des sich ausdehnenden Universums.
- Mond – Der sichelförmige Mond symbolisiert Weisheit und die schwarze Frau.
- Stern – Der Fünfstrahlstern symbolisiert Wissen und Kinder, als Beginn einer neuen Sonne.

## Vergleich mit etablierter Religion
Obwohl die NGE viele Begriffe und Ausdrücke nutzt, die auch traditionellen Moslems geläufig sind, sowie manche unter ihnen sich selbst als Muslime bezeichnen, haben Five Percenters und Moslems wenig gemein. So essen Five Percenter zwar kein Schweinefleisch, aber sie folgen auch nicht den traditionellen islamischen Lehren wie sie im Koran oder Mohammeds Sunna beschrieben werden (Kleidervorschriften, Gebetsrituale, Alkoholverbot und andere). Dies ist darin begründet, dass Five Percenter sich selbst nicht als religiöse Bewegung sehen und Gott in ihnen selbst wohne. Im orthodoxen Islam wird dies als ketzerisches und blasphemisches Konzept betrachtet, da es grundlegende Glaubenssätze verletzt und die Assoziation von Personen oder Objekten mit Gott eine Todsünde darstellt. Dazu kommt die Ablehnung einer Exklusivität eines bestimmten (in dem Fall schwarzen) Volkes, da der Islam zwar aus dem arabischen Raum stammt, sich aber als multiethnische Religion betrachtet.